# Кенвір (Кентуккі)
Кенвір (англ. Kenvir) — переписна місцевість (CDP) в США, в окрузі Гарлан штату Кентуккі. Населення — 204 особи (2020).

## Географія
Кенвір розташований за координатами 36°51′11″ пн. ш. 83°9′14″ зх. д. / 36.85306° пн. ш. 83.15389° зх. д. (36.853131, -83.153816).  За даними Бюро перепису населення США в 2010 році переписна місцевість мала площу 0,76 км², уся площа — суходіл.

## Демографія
Згідно з переписом 2010 року, у переписній місцевості мешкало 297 осіб у 114 домогосподарствах у складі 78 родин. Густота населення становила 392 особи/км².  Було 135 помешкань (178/км²).
Расовий склад населення:
| - 99,7 % — білих - 0,3 % — чорних або афроамериканців |

До двох чи більше рас належало 0,0 %. Частка іспаномовних становила 0,3 % від усіх жителів.
За віковим діапазоном населення розподілялося таким чином: 24,6 % — особи молодші 18 років, 59,6 % — особи у віці 18—64 років, 15,8 % — особи у віці 65 років та старші. Медіана віку мешканця становила 39,5 року. На 100 осіб жіночої статі у переписній місцевості припадало 106,2 чоловіків;  на 100 жінок у віці від 18 років та старших — 100,0 чоловіків також старших 18 років.
Середній дохід на одне домашнє господарство  становив 23 741 долар США (медіана — 14 464), а середній дохід на одну сім'ю — 28 929 доларів (медіана — 18 750). 
Цивільне працевлаштоване населення становило 100 осіб. Основні галузі зайнятості: освіта, охорона здоров'я та соціальна допомога — 42,0 %, науковці, спеціалісти, менеджери — 19,0 %, публічна адміністрація — 13,0 %, транспорт — 9,0 %.